# Victor Osimhen
Victor James Osimhen (sinh ngày 29 tháng 12 năm 1998) là một cầu thủ bóng đá chuyên nghiệp người Nigeria hiện đang thi đấu ở vị trí tiền đạo cắm cho câu lạc bộ Galatasaray tại Süper Lig và đội tuyển bóng đá quốc gia Nigeria.
Sinh ra ở Nigeria, Osimhen bắt đầu sự nghiệp bóng đá của mình tại VfL Wolfsburg vào năm 2017. Sau một mùa giải rưỡi ở câu lạc bộ, anh chuyển đến Charleroi dưới dạng cho mượn trong mùa giải 2018–19, trước khi chuyển đến câu lạc bộ Lille tại Pháp. Năm 2020, Osimhen chuyển đến Napoli ở Serie A, với mức phí kỷ lục của câu lạc bộ là 70 triệu euro. Anh đã được vinh danh là Cầu thủ trẻ xuất sắc nhất Serie A trong mùa giải 2021–22.
Osimhen giành được Chiếc giày Vàng FIFA U-17 World Cup 2015 mà U-17 Nigeria đã giành chức vô địch. Anh ra mắt đội tuyển quốc gia vào tháng 6 năm 2017 và thi đấu tại Cúp bóng đá châu Phi 2019.

## Đầu đời
Osimhen sinh ra ở Lagos (lớn lên ở Olusosun với tư cách cha mẹ đến từ bang Edo). Khi lớn lên, thần tượng bóng đá của anh là cầu thủ người Bờ Biển Ngà, Didier Drogba.

## Sự nghiệp câu lạc bộ

### Khởi đầu sự nghiệp
Osimhen bắt đầu sự nghiệp bóng đá ở Ultimate Strikers Academy, có trụ sở tại Lagos, Nigeria. Tháng 1 năm 2016, sau khi được chú ý nhờ màn trình diễn tại U-17 FIFA World Cup 2015, anh đã cam kết ký hợp đồng trước với VfL Wolfsburg, quy định rằng anh sẽ chính thức gia nhập đội bóng này vào tháng 1 năm 2017.

### VfL Wolfsburg
Ngày 5 tháng 1 năm 2017, Osimhen chính thức ký hợp đồng với VfL Wolfsburg, có thời hạn đến tháng 6 năm 2020. Rời sân vì chấn thương khi tới, ngày 13 tháng 5, anh có trận ra mắt Wolfsburg tại Bundesliga, vào sân thay người ở phút thứ 59 trong trận hòa 1–1 trước Borussia Mönchengladbach. Anh cũng vào sân vào tuần tiếp theo, trong trận đấu xuống hạng gặp Hamburger SV, vào ngày cuối cùng của mùa giải 2016–17. Osimhen vào sân thay cho Sebastian Jung khi cầm hòa 1–1, nhưng bị đánh bại bởi Hamburg với tỷ số 1–2, khiến Wolfsburg bị tụt xuống thứ 19 và lọt vào vòng play-off trụ hạng để gặp Eintracht Braunschweig. Anh có mặt trong đội hình thi đấu ngay cả hai trận đấu, được ra sân ở cuối trận lượt về với việc đội bóng anh giành quyền thi đấu ở Bundesliga, khi họ thắng chung cuộc 2–0.
Trong nửa đầu mùa giải 2017–18, Osimhen chỉ ra sân 5 trận trong 17 trận với tư cách là cầu thủ dự bị. Ngày 28 tháng 1 năm 2018, anh đá chính và thi đấu trọn vẹn 90 phút trong chiến thắng 1–0 của Wolfsburg trước Hannover. Anh đá chính thêm hai trận nữa trong phần còn lại của mùa giải bao gồm thi đấu trọn vẹn 90 phút trong trận gặp Werder Bremen vào ngày 11 tháng 2 và rời sân nhường chỗ cho Daniel Didavi ở hiệp một trong trận đấu gặp Hertha Berlin vào ngày 31 tháng 3. Wolfsburg một lần nữa tham dự vòng play-off trụ hạng, nhưng Osimhen vắng mặt vì chấn thương. Anh cũng ra sân trong một trận đấu của Wolfsburg tại DFB Pokal, vào sân thay cho tiền vệ Josuha Guilavogui ở mười phút cuối trong trận thua 0–1 trước Schalke ở vòng tứ kết. Anh đã trải qua cuộc phẫu thuật vai vào ngày 2 tháng 5, kết thúc mùa giải với tổng cộng 12 lần ra sân tại Bundesliga.

#### Cho mượn tại Charleroi
Mùa hè năm 2018, Osimhen đã thử việc ở các các câu lạc bộ Bỉ vào thời điểm đó là những nhà đương kim vô địch, Zulte Waregem và Club Brugge. Tuy nhiên, một cơn sốt rét vào mùa hè đã ảnh hưởng đến tình trạng thể chất của anh, khiến các câu lạc bộ từ chối cho mượn cầu thủ này. Ngày 22 tháng 8 năm 2018, anh gia nhập câu lạc bộ Charleroi theo hợp đồng cho mượn kéo dài một mùa giải, anh không ghi được bàn nào trong 16 lần ra sân cho Wolfsburg. Anh đã thay thế Kaveh Rezaei, người đã ra đi và được bán cho Club Brugge sau khi ghi 3 bàn trong 3 trận đầu tiên của mùa giải. Osimhen có trận ra mắt vào ngày 1 tháng 9, vào sân thay người muộn cho Jérémy Perbet trong trận đấu gặp Excel Mouscron. Ngày 22 tháng 9, anh thi đấu trọn vẹn 90 phút và ghi bàn thắng đầu tiên  với một cú đánh gót vào lưới Waasland-Beveren. Nhưng Waasland-Beveren gỡ hòa 1–1 trước đội bóng anh có 10 người, Perbet sau đó cũng nhận thẻ đỏ trực tiếp và bị đuổi khỏi sân trong trận đấu. Osimhen đá chính cùng Adama Niane trong bốn trận tiếp theo, chỉ ghi bàn thắng duy nhất cho Charleroi trong các trận thua trước Cercle Brugge và Gent. Anh  ghi hai bàn ở năm phút cuối trong chiến thắng 3–2 trước Zulte Waregem vào ngày 21 tháng 10, sau khi Hamdi Harbaoui đưa Waregem dẫn trước 1–2 với một cú đúp trong hiệp hai. Ngày 25 tháng 11, anh ghi một bàn thắng với tư cách cầu thủ dự bị vào sân trong chiến thắng 4–2 của đội bóng trước Lokeren . Sau trận đấu này, Osimhen nói với BBC Sport rằng anh đã "tìm lại được hạnh phúc của mình".
Sau một khoảng thời gian thành công ở Charleroi, thi đấu 36 trận và ghi được 20 bàn thắng, Charleroi đã kích hoạt lựa chọn để có được Osimhen sau những màn trình diễn khả quan của anh khi được cho mượn.

### Lille

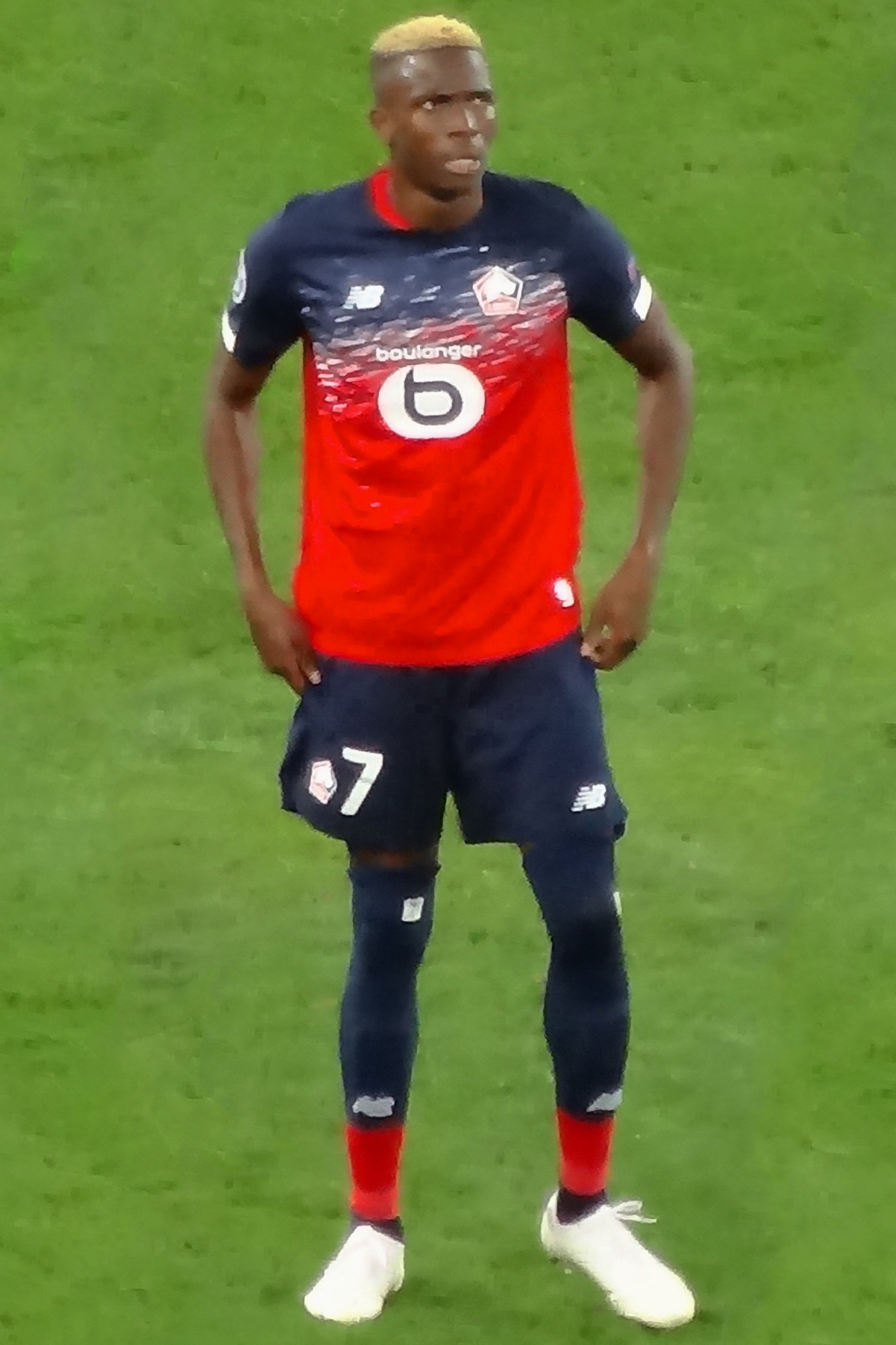
Osimhen chơi cho Lille năm 2019.

Tháng 7 năm 2019, Osimhen ký hợp đồng với Lille. Ngày 11 tháng 8 năm 2019, anh có trận ra mắt đội bóng tại Ligue 1, ghi một cú đúp trong chiến thắng 2–1 trước Nantes.
Tháng 9 năm 2019, Osimhen được vinh danh là Cầu thủ xuất sắc nhất tháng của Ligue 1 sau khi ghi được 2 bàn thắng và kiến tạo thêm 2 bàn trong năm trận đấu của Lille ở Ligue 1. Ngày 2 tháng 6 năm 2020, anh giành được danh hiệu Cầu thủ xuất sắc nhất mùa giải của Lille, nhờ có số phiếu bầu cao nhất từ người hâm mộ.
Osimhen đã ghi bàn thắng đầu tiên ở UEFA Champions League vào ngày 2 tháng 10 năm 2019, trong trận thua 1–2 trên sân nhà trước câu lạc bộ Anh – Chelsea. Anh đã kết thúc mùa giải với tư cách là cầu thủ ghi nhiều bàn thắng nhất cho Lille, với tổng cộng 13 bàn sau 25 trận tại Ligue 1 và 18 bàn trên mọi trận đấu. Màn trình diễn ghi bàn xuất sắc của Osimhen đã giúp cầu thủ này sẽ được đề cử danh hiệu Cầu thủ xuất sắc nhất châu Phi trong tương lai gần.

### Napoli

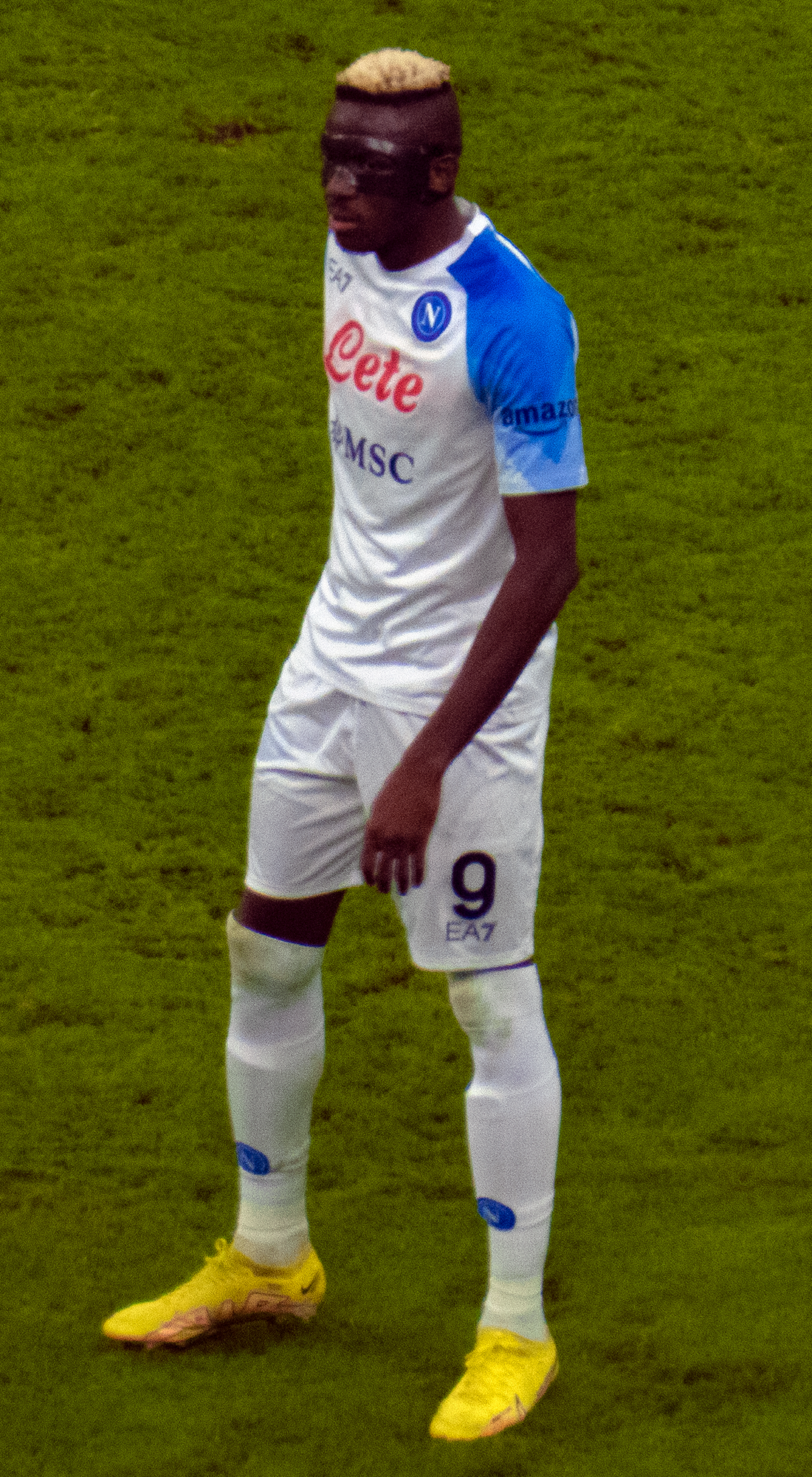
Osimhen chơi cho Napoli năm 2023.

Ngày 31 tháng 7 năm 2020, Osimhen ký hợp đồng với Napoli ở Serie A, với mức phí kỷ lục của câu lạc bộ này là 70 triệu euro có khả năng lên tới 80 triệu euro kèm theo các điều khoản bổ sung, khiến anh trở thành vụ chuyển nhượng đắt giá nhất châu Phi cho đến nay.
Ngày 17 tháng 10 năm 2020, Osimhen ghi bàn đầu tiên cho Napoli trong chiến thắng 4–1 trước Atalanta. Khi ăn mừng bàn thắng, anh giơ cao chiếc áo kêu gọi chấm dứt sự tàn bạo của cảnh sát ở Nigeria.
Ngày 13 tháng 11 năm 2020, trong trận đấu ở vòng loại Cúp bóng đá châu Phi đang diễn ra, Osimhen bị dính chấn thương vai và phải nghỉ thi đấu hơn hai tháng.
Trong khi hồi phục chấn thương, Osimhen được Napoli cho phép dành thời gian ở quê nhà, nơi anh có cơ hội tổ chức sinh nhật của mình. Chính trong những lễ kỷ niệm sinh nhật này, Osimhen dương tính với COVID-19 khi trở về Napoli. Kết quả xét nghiệm dương tính COVID-19 cùng với chấn thương vai khiến anh phải nghỉ thi đấu cho đến khi trở lại thi đấu vào ngày 29 tháng 1 năm 2021, anh vào sân từ ghế dự bị ở phút thứ 69 trong chiến thắng của Napoli trước Spezia ở Coppa Italia.
Ngày 29 tháng 10 năm 2022, Osimhen lập hat-trick đầu tiên tại Serie A trong chiến thắng 4–0 trước Sassuolo.
Ngày 11 tháng 11 năm 2022, anh ghi một bàn thắng và kiến tạo một bàn giúp Napoli giành chiến thắng 2–1 trước Atalanta và trở thành cầu thủ người Nigeria ghi nhiều bàn thắng nhất tại Serie A với 32 bàn thắng, vượt qua kỷ lục 31 bàn của Simy

## Sự nghiệp quốc tế
Osimhen có tên trong danh sách 21 các cầu thủ U-17 Nigeria tham dự Giải vô địch bóng đá U-17 thế giới 2015 tại Chile. Anh đã ghi 10 bàn sau bảy trận tại giải đấu và giành được giải thưởng Chiếc giày vàng và Quả bóng bạc. Màn trình diễn của cầu thủ này cũng đã mang về cho anh để giành được danh hiệu Cầu thủ trẻ xuất sắc nhất năm của CAF vào năm 2015.
Osimhen có trận ra mắt đội tuyển quốc gia Nigeria vào ngày 10 tháng 6 năm 2017, trong trận thua 0–2 trước Nam Phi.  Anh ấy đã bỏ lỡ FIFA World Cup 2018 cùng đội tuyển Nigeria sau mùa giải không ổn định của anh ở câu lạc bộ Wolfsburg. Sau khởi đầu thành công trong thời gian cho mượn tại Charleroi, anh được huấn luyện viên Gernot Rohr triệu tập vào đội tuyển quốc gia để thi đấu giao hữu quốc tế vào tháng 11 năm 2018, đá chính trong trận gặp Uganda.
Tháng 3 năm 2019, Osimhen đại diện cho U23 Nigeria khi họ đã bị U23 Libya dẫn trước hai bàn ở trận lượt đi. Anh ghi ba bàn thắng trong trận lượt về.
Osimhen được huấn luyện viên Gernot Rohr gọi danh sách 25 cầu thủ của Nigeria tham dự Cúp các quốc gia châu Phi 2019 ở Ai Cập Trong trận tranh hạng ba, anh vào thay cho Odion Ighalo, người đã dính chấn thương ở hiệp một trong chiến thắng 1–0 của Nigeria trước Tunisia. Anh đã thi đấu tổng cộng 45 phút tại giải đấu.
Đội tuyển Nigeria đã kết thúc vòng loại Cúp bóng đá châu Phi 2021 với thành tích cao, đánh bại đối thủ Lesotho 3–0. Tuy nhiên, Osimhen đã bỏ lỡ Cúp bóng đá châu Phi vì mắc COVID-19 theo tuyên bố của Napoli. Tuyên bố này đã gây ra phản ứng từ một luật sư thể thao Nigeria, người đã viết thư để bày tỏ sự thất vọng trước ý định bị cáo buộc của phía câu lạc bộ của Osimhen, Napoli nhằm tước quyền phục vụ của tiền đạo ngôi sao Nigeria.
Osimhen bắt đầu vòng loại vòng loại AFCON 2023 với phong độ chói sáng giúp Nigeria thắng cả hai trận đầu tiên. Osimhen ghi một bàn vào lưới Sierra Leone và bốn bàn khác trong chiến thắng 10–0 trước São Tomé và Príncipe. Cú hat-trick siêu đẳng của Osimhen, là cú hat-trick quốc tế đầu tiên của anh cho Siêu đại bàng. Trong trận đấu ngược lại diễn ra tại Sân vận động Quốc tế Godswill Akpabio, Uyo vào ngày 10 tháng 9 năm 2023, Osimhen ghi hat-trick quốc tế thứ hai trong chiến thắng 6–0 của Nigeria trước São Tomé và Principe, kết thúc Vòng loại Cúp Châu Phi 2023 giành danh hiệu Vua phá lưới với 10 bàn thắng.

## Hồ sơ cầu thủ

### Phong cách thi đấu

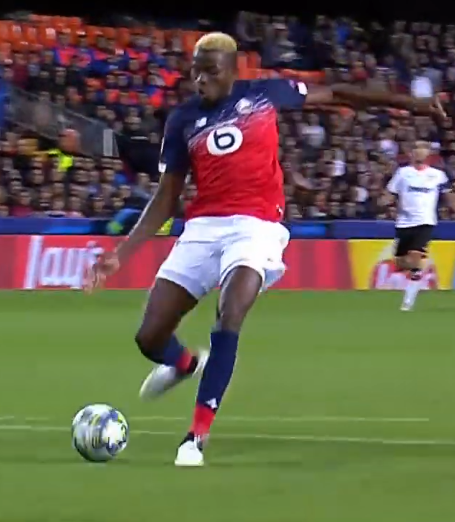
Osimhen ghi bàn thắng cho Lille năm 2019

Osimhen được biết đến với lối chơi giàu tốc độ, khả năng không chiến mạnh mẽ và khả năng dứt điểm sắc bén trước khung thành. Tốc độ và sự nhanh nhẹn của anh khiến anh trở thành mối đe dọa thường trực đối với hàng phòng ngự của đối phương, cho phép anh tạo ra cơ hội ghi bàn cho chính mình và các đồng đội. Osimhen là một tiền đạo cắm thuận chân phải được biết đến với khả năng chạy chỗ, sức mạnh, không chiến tốt cùng với sự trực diện và khả năng di chuyển tốt vào khoảng trống trong hàng phòng ngự của đối phương, tầm nhìn xa để quan sát rộng hơn và lối chơi liên kết chặt chẽ với các đồng đội xung quanh. Với chiều cao 185 cm, anh có lối chơi giữ bóng tốt. Anh cũng dựa vào tốc độ để đánh bại đối thủ.
Thể hình và khả năng giữ bóng của Osimhen khiến anh trở thành một mục tiêu hiệu quả, có khả năng đưa những đồng đội khác vào vị trí thuận lợi và góp phần xây dựng các động thái tấn công. Sự điềm tĩnh trước khung thành và khả năng chuyển đổi cơ hội từ nhiều vị trí khác nhau khiến anh trở thành một trụ cột giá trị cho đội bóng của mình.
Ngoài khả năng săn bàn, Osimhen còn có tốc độ để hoạt động nhanh và sẵn sàng gây sức ép với đối thủ giúp anh đóng góp tích cực vào nỗ lực phòng ngự của đội.
Nhìn chung, phong cách chơi của Osimhen được đặc trưng bởi sự kết hợp giữa tốc độ, sức mạnh và khả năng kỹ thuật, khiến anh trở thành một sự hiện diện đáng gờm trên sân.

### Sự tiếp nhận từ bên ngoài
Osimhen được biết đến rộng rãi là một trong những tiền đạo cắm và cầu thủ bóng đá xuất sắc nhất của bóng đá châu Âu và thế giới. Anh đã được so sánh với những tiền đạo đầy tên tuổi khác là Kylian Mbappé và Erling Haaland. Opta Analyst đã viết: "Trong nhóm tuổi mới nổi, Victor Osimhen được cho là gần với đỉnh cao nhất". Huấn luyện viên của anh tại Napoli, Luciano Spalletti, mô tả anh là "một tiền đạo cắm tuyệt vời" và sở hữu "một bộ kỹ năng hoàn chỉnh" cần có ở một tiền đạo cắm. Vào tháng 12 năm 2022, Francesco Totti gọi anh là "tiền đạo cắm xuất sắc nhất Serie A". Vào tháng 1 năm 2023, Romelu Lukaku mô tả anh là "tiền đạo cắm xuất sắc nhất". Tiền đạo người Nigeria Odion Ighalo ca ngợi anh là "tương lai của bóng đá Nigeria". Sau khi Osimhen ghi bàn trong chiến thắng 2–1 của Napoli trước Roma vào tháng 1 năm 2023, cựu tiền đạo của Brazil và Napoli, Careca đã nói: "Trong bàn thắng đó, tôi thấy có điều gì đó tương tự như Pelé".
Osimhen đã nêu tên Didier Drogba là một trong những người có ảnh hưởng đến phong cách thi đấu của anh.

## Cuộc sống cá nhân
Osimhen là người Kito giáo. Anh nói rằng anh  đã lấy cảm hứng từ Sadio Mané, người giúp đỡ cộng đồng của anh ấy ở Senegal, và nói rằng anh ấy muốn giúp đỡ những người có hoàn cảnh khó khăn trên khắp Châu Phi..

## Thống kê sự nghiệp

### Câu lạc bộ
Tính đến ngày 30 tháng 5 năm 2025
| Câu lạc bộ          | Mùa giải            | Giải đấu            | Giải đấu | Giải đấu | Cúp quốc gia | Cúp quốc gia | Cúp liên đoàn | Cúp liên đoàn | Châu lục | Châu lục | Khác | Khác | Tổng cộng | Tổng cộng |
| Câu lạc bộ          | Mùa giải            | Hạng đấu            | Trận     | Bàn      | Trận         | Bàn          | Trận          | Bàn           | Trận     | Bàn      | Trận | Bàn  | Trận      | Bàn       |
| ------------------- | ------------------- | ------------------- | -------- | -------- | ------------ | ------------ | ------------- | ------------- | -------- | -------- | ---- | ---- | --------- | --------- |
| VfL Wolfsburg       | 2016–17             | Bundesliga          | 2        | 0        | 0            | 0            | —             | —             | —        | —        | 1    | 0    | 3         | 0         |
| VfL Wolfsburg       | 2017–18             | Bundesliga          | 12       | 0        | 1            | 0            | —             | —             | —        | —        | —    | —    | 13        | 0         |
| VfL Wolfsburg       | Tổng cộng           | Tổng cộng           | 14       | 0        | 1            | 0            | —             | —             | —        | —        | 1    | 0    | 16        | 0         |
| Charleroi (mượn)    | 2018–19             | Belgian Pro League  | 25       | 12       | 2            | 1            | —             | —             | —        | —        | 9    | 7    | 36        | 20        |
| Lille               | 2019–20             | Ligue 1             | 27       | 13       | 3            | 1            | 3             | 2             | 5        | 2        | —    | —    | 38        | 18        |
| Napoli              | 2020–21             | Serie A             | 24       | 10       | 3            | 0            | —             | —             | 3        | 0        | 0    | 0    | 30        | 10        |
| Napoli              | 2021–22             | Serie A             | 27       | 14       | 0            | 0            | —             | —             | 5        | 4        | —    | —    | 32        | 18        |
| Napoli              | 2022–23             | Serie A             | 32       | 26       | 1            | 0            | —             | —             | 6        | 5        | —    | —    | 39        | 31        |
| Napoli              | 2023–24             | Serie A             | 25       | 15       | 1            | 0            | —             | —             | 6        | 2        | 0    | 0    | 32        | 17        |
| Napoli              | Tổng cộng           | Tổng cộng           | 108      | 65       | 5            | 0            | —             | —             | 20       | 11       | 0    | 0    | 133       | 76        |
| Galatasaray (mượn)  | 2024–25             | Süper Lig           | 30       | 26       | 4            | 5            | —             | —             | 7        | 6        | —    | —    | 41        | 37        |
| Galatasaray         | 2025–26             | Süper Lig           | 0        | 0        | 0            | 0            | —             | —             | 0        | 0        | —    | —    | 0         | 0         |
| Galatasaray         | Tổng cộng           | Tổng cộng           | 30       | 26       | 4            | 5            | —             | —             | 7        | 6        | —    | —    | 41        | 37        |
| Tổng cộng sự nghiệp | Tổng cộng sự nghiệp | Tổng cộng sự nghiệp | 204      | 113      | 15           | 7            | 3             | 2             | 32       | 19       | 10   | 7    | 264       | 151       |

1. ↑  Bao gồm DFB-Pokal, Belgian Cup, Coupe de France, Coppa Italia, Turkish Cup
2. ↑  Bao gồm Coupe de la Ligue
3. ↑  Số lần ra sân tại Bundesliga play-offs lên hạng
4. ↑  Số lần ra sân tại Belgian Pro League play-offs tham dự cúp châu Âu
5. 1 2 3 4  Số lần ra sân tại UEFA Champions League
6. 1 2 3  Số lần ra sân tại UEFA Europa League

### Đội tuyển quốc gia
Tính đến ngày 25 tháng 3 năm 2025
| Đội tuyển quốc gia | Năm       | Trận | Bàn |
| ------------------ | --------- | ---- | --- |
| Nigeria            | 2017      | 1    | 0   |
| Nigeria            | 2018      | 1    | 0   |
| Nigeria            | 2019      | 7    | 4   |
| Nigeria            | 2020      | 1    | 1   |
| Nigeria            | 2021      | 8    | 5   |
| Nigeria            | 2022      | 4    | 5   |
| Nigeria            | 2023      | 5    | 5   |
| Nigeria            | 2024      | 11   | 3   |
| Nigeria            | 2025      | 2    | 3   |
| Tổng cộng          | Tổng cộng | 40   | 26  |

Tỷ số và kết quả liệt kê bàn thắng đầu tiên của Nigeria, cột điểm cho biết điểm số sau mỗi bàn thắng của Osimhen.
| STT | Ngày tháng           | Địa điểm                                                   | Đối thủ              | Tỷ số | Kết quả | Giải đấu                      |
| --- | -------------------- | ---------------------------------------------------------- | -------------------- | ----- | ------- | ----------------------------- |
| 1   | 10 tháng 9 năm 2019  | Dnipro-Arena, Dnipro, Ukraina                              | Ukraina              | 2–0   | 2–2     | Giao hữu                      |
| 2   | 13 tháng 11 năm 2019 | Sân vận động quốc tế Godswill Akpabio, Uyo, Nigeria        | Bénin                | 1–1   | 2–1     | Vòng loại CAN 2021            |
| 3   | 17 tháng 11 năm 2019 | Sân vận động Setsoto, Maseru, Lesotho                      | Lesotho              | 3–1   | 4–2     | Vòng loại CAN 2021            |
| 4   | 17 tháng 11 năm 2019 | Sân vận động Setsoto, Maseru, Lesotho                      | Lesotho              | 4–1   | 4–2     | Vòng loại CAN 2021            |
| 5   | 13 tháng 11 năm 2020 | Sân vận động Samuel Ogbemudia, Thành phố Benin, Nigeria    | Sierra Leone         | 2–0   | 4–4     | Vòng loại CAN 2021            |
| 6   | 30 tháng 3 năm 2021  | Sân vận động Teslim Balogun, Lagos, Nigeria                | Lesotho              | 1–0   | 3–0     | Vòng loại CAN 2021            |
| 7   | 7 tháng 9 năm 2021   | Sân vận động Municipal Adérito Sena, Mindelo, Cabo Verde   | Cabo Verde           | 1–1   | 2–1     | Vòng loại FIFA World Cup 2022 |
| 8   | 10 tháng 10 năm 2021 | Sân vận động Limbe, Limbe, Cameroon                        | Trung Phi            | 2–0   | 2–0     | Vòng loại FIFA World Cup 2022 |
| 9   | 13 tháng 11 năm 2021 | Sân vận động Ibn Batouta, Tangier, Maroc                   | Liberia              | 1–0   | 2–0     | Vòng loại FIFA World Cup 2022 |
| 10  | 16 tháng 11 năm 2021 | Sân vận động Teslim Balogun, Lagos, Nigeria                | Cabo Verde           | 1–0   | 1–1     | Vòng loại FIFA World Cup 2022 |
| 11  | 9 tháng 6 năm 2022   | Sân vận động quốc gia Moshood Abiola, Abuja, Nigeria       | Sierra Leone         | 2–1   | 2–1     | Vòng loại CAN 2023            |
| 12  | 13 tháng 6 năm 2022  | Sân vận động Adrar, Agadir, Maroc                          | São Tomé và Príncipe | 1–0   | 10–0    | Vòng loại CAN 2023            |
| 13  | 13 tháng 6 năm 2022  | Sân vận động Adrar, Agadir, Maroc                          | São Tomé và Príncipe | 4–0   | 10–0    | Vòng loại CAN 2023            |
| 14  | 13 tháng 6 năm 2022  | Sân vận động Adrar, Agadir, Maroc                          | São Tomé và Príncipe | 8–0   | 10–0    | Vòng loại CAN 2023            |
| 15  | 13 tháng 6 năm 2022  | Sân vận động Adrar, Agadir, Maroc                          | São Tomé và Príncipe | 9–0   | 10–0    | Vòng loại CAN 2023            |
| 16  | 18 tháng 6 năm 2023  | Khu liên hợp thể thao Samuel Kanyon Doe, Monrovia, Liberia | Sierra Leone         | 1–0   | 3–2     | Vòng loại CAN 2023            |
| 17  | 18 tháng 6 năm 2023  | Khu liên hợp thể thao Samuel Kanyon Doe, Monrovia, Liberia | Sierra Leone         | 2–0   | 3–2     | Vòng loại CAN 2023            |
| 18  | 10 tháng 9 năm 2023  | Sân vận động quốc tế Godswill Akpabio, Uyo, Nigeria        | São Tomé và Príncipe | 1–0   | 6–0     | Vòng loại CAN 2023            |
| 19  | 10 tháng 9 năm 2023  | Sân vận động quốc tế Godswill Akpabio, Uyo, Nigeria        | São Tomé và Príncipe | 4–0   | 6–0     | Vòng loại CAN 2023            |
| 20  | 10 tháng 9 năm 2023  | Sân vận động quốc tế Godswill Akpabio, Uyo, Nigeria        | São Tomé và Príncipe | 5–0   | 6–0     | Vòng loại CAN 2023            |
| 21  | 14 tháng 1 năm 2024  | Sân vận động Alassane Ouattara, Abidjan, Bờ Biển Ngà       | Guinea Xích Đạo      | 1–1   | 1–1     | CAN 2023                      |
| 22  | 7 tháng 9 năm 2024   | Sân vận động quốc tế Godswill Akpabio, Uyo, Nigeria        | Bénin                | 2–0   | 3–0     | Vòng loại CAN 2025            |
| 23  | 14 tháng 11 năm 2024 | Sân vận động Félix Houphouët-Boigny, Abidjan, Bờ Biển Ngà  | Bénin                | 1–1   | 1–1     | Vòng loại CAN 2025            |
| 24  | 21 tháng 3 năm 2025  | Sân vận động Amahoro, Kigali, Rwanda                       | Rwanda               | 1–0   | 2–0     | Vòng loại FIFA World Cup 2026 |
| 25  | 21 tháng 3 năm 2025  | Sân vận động Amahoro, Kigali, Rwanda                       | Rwanda               | 2–0   | 2–0     | Vòng loại FIFA World Cup 2026 |
| 26  | 25 tháng 3 năm 2025  | Sân vận động quốc tế Godswill Akpabio, Uyo, Nigeria        | Zimbabwe             | 1–0   | 1–1     | Vòng loại FIFA World Cup 2026 |

## Danh hiệu
Napoli
- Serie A: 2022–23[62]

Galatasaray
- Süper Lig: 2024–25[63]
- Turkish Cup: 2024–25[64]

U17 Nigeria
- FIFA U-17 World Cup: 2015[36]

Nigeria
- Cúp bóng đá châu Phi hạng ba: 2019,[65] á quân: 2023

Cá nhân
- Chiếc giày vàng Giải Vô địch Bóng đá U-17 châu Phi: 2015[66]
- Chiếc giày vàng FIFA U-17 World Cup: 2015[37]
- Quả bóng bạc FIFA U-17 World Cup: 2015[37]
- Cầu thủ trẻ xuất sắc nhất năm của CAF: 2015[38]
- Cầu thủ xuất sắc nhất tháng của Ligue 1: tháng 9 năm 2019[67]
- Cầu thủ xuất sắc nhất mùa giải của Lille: 2019–20[68]
- Cầu thủ trẻ xuất sắc nhất Serie A: 2021–22[69]
- Đội hình xuất sắc nhất mùa giải Serie A: 2022–23[70]
- Cầu thủ xuất sắc nhất tháng của Serie A: tháng 3 năm 2022,[71] tháng 1 năm 2023[72]
- Cầu thủ ghi nhiều bàn thắng nhất Serie A: January 2023[73]
- Giải thưởng Globe Soccer: 2022[74]
- Vua phá lưới Vòng loại cúp châu Phi 2023

Huân chương
- Thành viên của Huân chương Cộng hòa Liên bang[75]
- Thành viên của Hội Niger[76]